# سجاد كردي
السجاد الكردي (بالكردية: قالی کوردی‏) هو سجاد شرقي فاخر منسوج يدويًا ويعتبر جزء من الثقافة الكردية التي أشتهرت بصناعة النسيج والسجاد بأنواعها وتصاميمها الفنية.

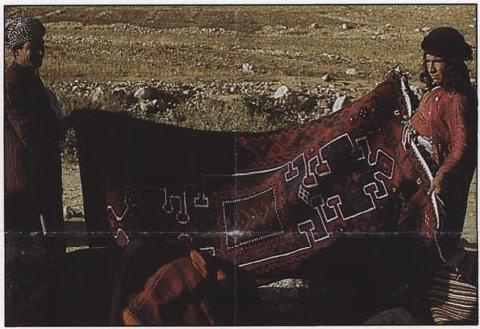
سجاد كردي منسوج يدويًا

## التاريخ
يرجع بعض الزخارف في السجاد الكردي إلى الدين الزرادشتي - إحدى ديانات الشعب الكردي قبل الإسلام - واخرى متجذرة في الأساطير والتراث الشعبي.
اشتهر السجاد الكردي القبلي الفاخر بين مختلف القبائل والسلالات الحاكمة للإمارات الكردية، حيث اشتهر في عهد الإمارة الروادية الكردية التي أشتهرت بصناعة النسيج والسجاد وكانت مدينة أردبيل أهم المراكز الرئيسية لهذه الصناعة. وقد أشتهر أكراد الإمارة الشدادية في العديد من الصناعات ومنها السجاد والأواني الفخارية.
يقدم السجاد المنسوج من قبل نساء القبائل الكردية لمحة عن ثقافة وتاريخ تلك القبائل عبر زخارف تحتوي على مختلف الرموز من الأسود والنمور والغزلان إلى الزهور والمياه الجارية، ورغم ان معاني تلك الزخارف المنسوجة قد فُسرت بطرق مختلفة إلا أنها عادة ترمز الى شجاعة تلك القبائل.
خلال القرن التاسع عشر، كان المسافرون في جميع أنحاء العالم يكتبون عن السجادة الكردية البارزة بأنماطها المعقدة وألوانها العميقة والغنية.

## معرض صور

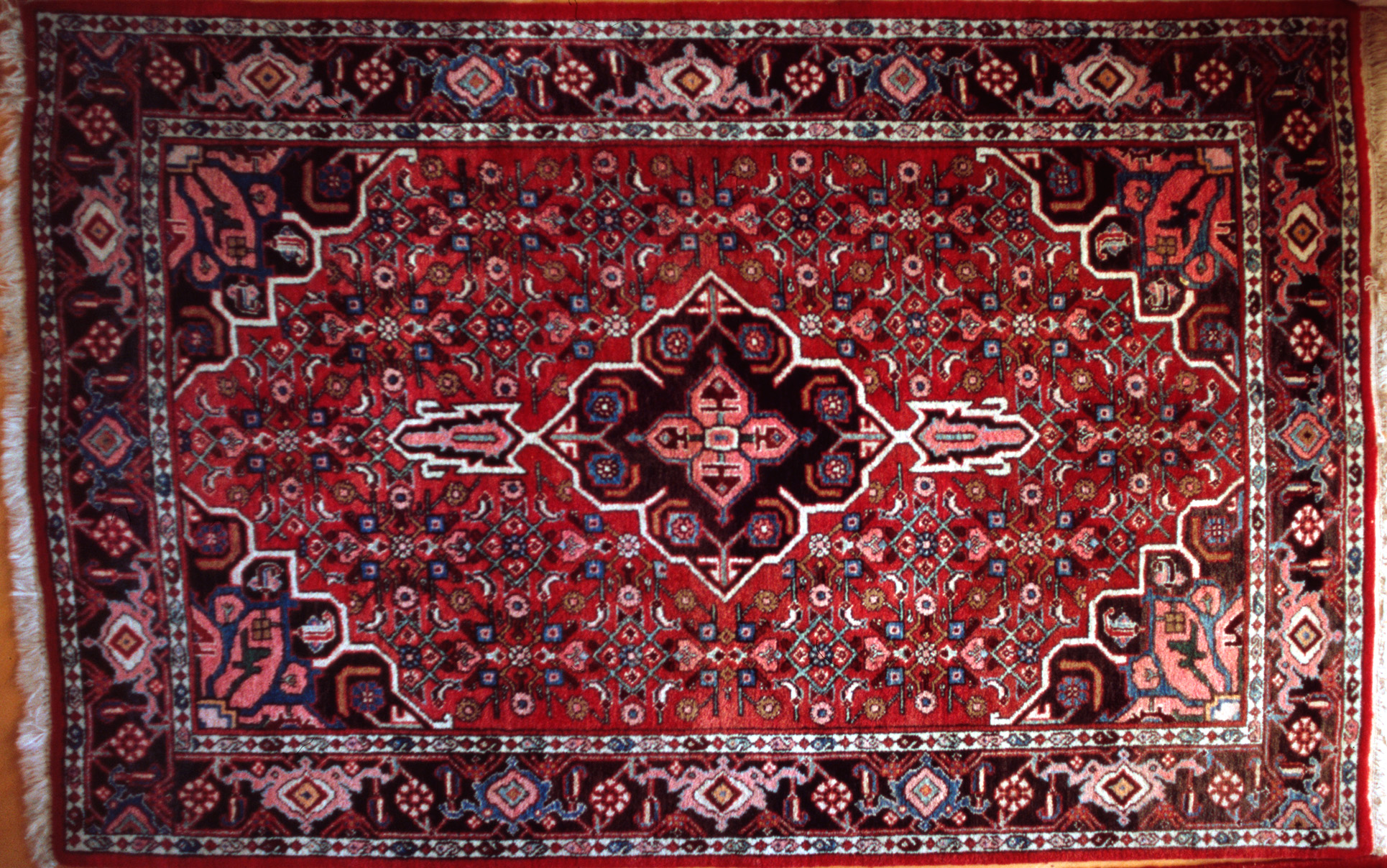
سجاد بيجار الكردي
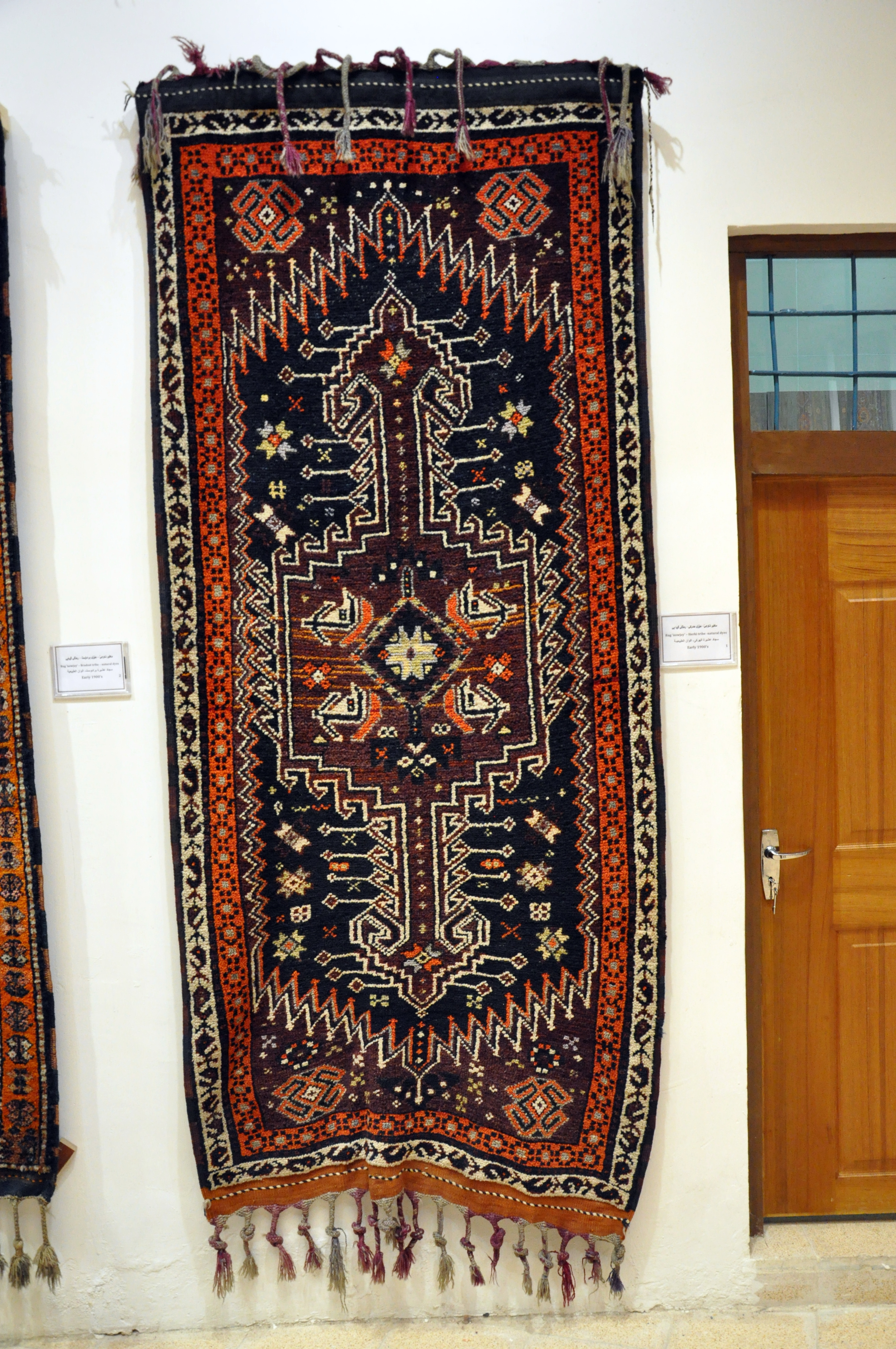
سجاد كردي منسوج من قبل قبيلة الهركي في متحف النسيج والثقافة الكردية، قلعة أربيل
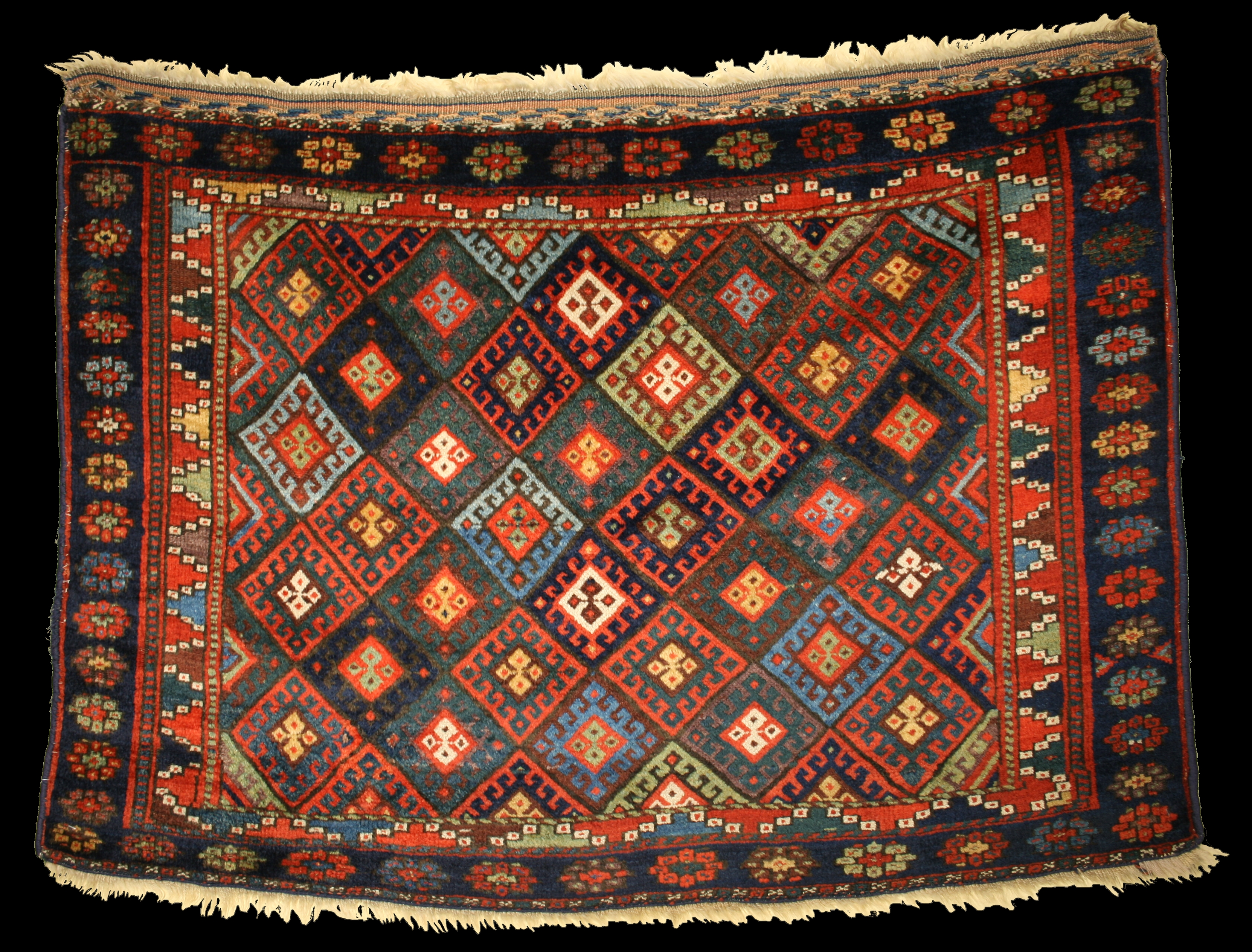
سجاد كردي منسوج من قبل عشيرة الجاف
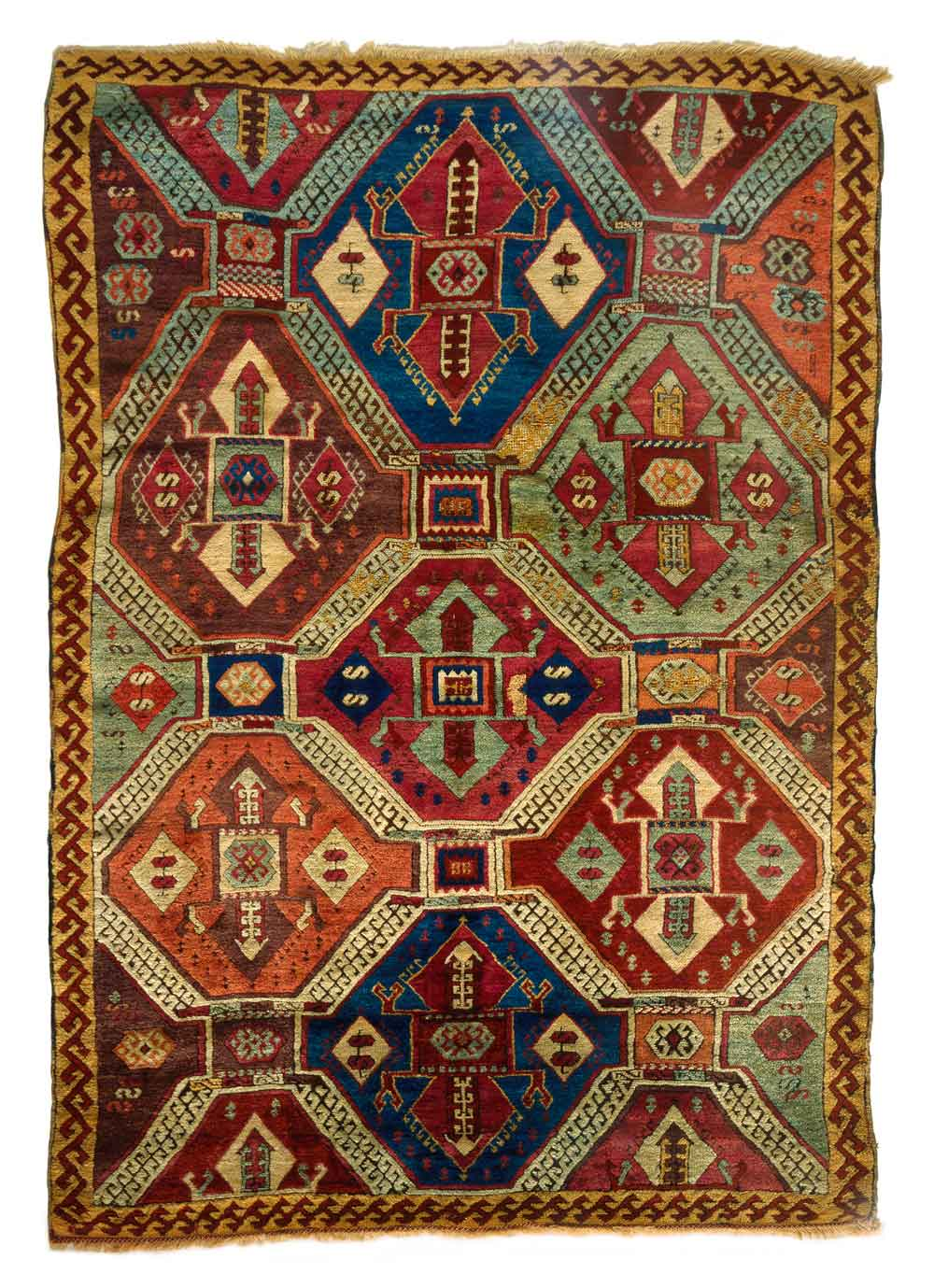
سجاد كردي أناضولي

## وصلات خارجية
متحف النسيج الكردي في أربيل
https://www.academia.edu/91593333/Kurdish_Textiles_Museum_in_Erbil_Citadel